# Distretto di Korgan
Il distretto di Korgan (in turco Korgan ilçesi) è un distretto della provincia di Ordu, in Turchia.

## Amministrazioni
Al distretto appartengono 5 comuni e 16 villaggi.

### Comuni
- Korgan (centro)
- Çiftlik
- Çamlı
- Çayırkent
- Tepealan

### Villaggi
| - Aşağıkozpınar - Belalan - Beypınarı - Büyükakçakese - Çitlice - Durali - Karakışla - Koççığaz | - Soğukpınar - Tatarcık - Terzili - Yeniköy - Yeşilalan - Yeşildere - Yeşilyurt - Yukarıkozpınar |